# Djéra (Lagdo)
Pour l’article homonyme, voir Djéra.
Djéra est un village du Cameroun situé dans le département de la Bénoué et la Région du Nord. Il fait de la commune de Lagdo.

## Population
Lors du recensement de 2005, 1 034 habitants y ont été dénombrés.